# Thermische schok
Een thermische schok betekent dat (een deel van) een voorwerp plotseling in temperatuur stijgt of daalt, 
bijvoorbeeld door onderdompeling in een warme of koude vloeistof. Dit kan onderdeel zijn van een temperatuurbehandeling,
bijvoorbeeld een smid die heet smeedijzer in water onderdompelt. In andere gevallen is het juist niet de bedoeling, 
omdat door een temperatuurschok schade kan ontstaan. Een klassiek voorbeeld is glas in heet water dat "springt".